# Бялистошка митрополия
Бялистошката митрополия (на полски: Metropolia białostocka) е една от 14-те църковни провинции на католическата църква в Полша. Установена е на 25 март 1992 година с булата „Totus Tuus Poloniae Populus“ на папа Йоан-Павел II. Обхваща три епархии. 
Заема площ от 25 763 км2 и има 1 124 804 верни.

## Епархии
В състава на митрополията влизат епархиите с центрове Бялисток, Дрохичин и Ломжа.
- Бялистошка архиепархия – архиепископ митрополит Тадеуш Войда
- Дрохичинска епархия – епископ Тадеуш Пикус
- Ломженска епархия – епископ Януш Степновски

## Фотогалерия
- Базилика „Успение Богородично“, катедрален храм на Бялистошката архиепархия
- „Св. Троица“, катедрален храм на Дрохичинската епархия
- „Св. Арх. Михаил“, катедрален храм на Ломженската епархия